# بيتي كونستابل
بيتي كونستابل (بالإنجليزية: Betty Constable)‏ هي لاعبة الاسكواش أمريكية، ولدت في 8 نوفمبر 1924 في ناتيك في الولايات المتحدة، وتوفيت في 9 سبتمبر 2008.